# Noctén
Noctén (Oktenay), pleme Mataco Indijanaca,  jezične porodice Mataco-Macan,  nastanjeno na sjevernom Chacu, u bolivijskom departmanu Tarija i susjednoj Argentini, na jug do Tartagala. Najsrodniji su s Güisnay Indijancima. Prema UN podacima za 2005. u Boliviji ih ima 2,300, a u Argentini svega 100. Kultura pripada području Chaca.